# Бранкиця Михайлович
Бранкиця Михайлович (серб. Brankica Mihajlović, 1991) — сербська професійна волейболістка. Грає за жіночу збірну Сербії з волейболу. Виступала на Літніх олімпійських іграх 2012. Зріст — 189 см.

## Кар'єра
Михайлович виграла срібну медаль на Клубному кубку світу з волейболу серед жінок 2013 з командою Unilever Vôlei Ріо-де-Жанейро.
28 листопада 2014 року «Hisamitsu Springs» оголосили, що вона приєднується до команди. З цим клубом вона грала на Клубному кубку світу з волейболу серед жінок 2015.

## Команди
- «Єдинство» Брчко (VC Jedinstvo Brcko, 2006—2009)
- «Волеро» (Цюрих)[fr] (2009—2011)
- Hyundai Hillstate (2011—2012)
- «Расинг» (Канни), 2012—2013)
- Rio de Janeiro Vôlei Clube (2013—2014)
- «Волеро» (Цюрих)[fr] (листопад—грудень 2014)
- Hisamitsu Springs (2014—2015)
- Fenerbahçe Grundig (2015 —)

## Нагороди

### Індивідуальні
- 2013 World Grand Prix «Best Outside Spiker»
- 2015 FIVB Volleyball Women's World Cup «Best Outside Spiker»

### Командні
- Клубний кубок світу з волейболу серед жінок 2013 — друге місце з Unilever Vôlei
- Бразильська волейбольна суперліга 2013/14 — перше місце з Unilever Vôlei
- Суперкубок Туреччини 2014/15 — переможець з Fenerbahçe Grundig